# Olivier et le Dragon vert
Pour plus de détails, voir Fiche technique et Distribution.
Olivier et le Dragon vert (Als je begrijpt wat ik bedoel) est un film d'animation néerlandais sorti en 1983. C'est le premier long métrage d'animation néerlandais.[réf. souhaitée]

## Synopsis
Une nuit d'orage, Sir Olivier Pomalo — un ours — découvre un œuf géant dans le parc de son château. Or cet œuf contient un adorable petit dragon vert. Le maître des lieux s'attendrit et veut le recueillir contre l'avis de son entourage. Mais cet hôte n'est pas de tout repos et grossit lorsqu'il se met en colère.

## Fiche technique
- Titre : Olivier et le Dragon vert
- Titre original : Als je begrijpt wat ik bedoel (ce qui signifie « si tu vois ce que je veux dire »)
- Titre anglais : Dexter the Dragon and Bumble the Bear
- Réalisation : Bjørn Frank Jensen, Harrie Geelen, Bert Kroon
- Scénario : Bjørn Frank Jensen, Harrie Geelen, Bert Kroon  , d'après le livre pour enfants De Zwelbast et la bande dessinée Oliver B. Bommel de Marten Toonder
- Musique : Gildo del Mistro, Herman Schoonderwalt
- Production : Rob Houwer
- Société de production : Rob Houwer Film et Topcraft
- Pays :  Pays-Bas et  Japon
- Genre : Animation, fantastique
- Durée : 84 minutes
- Dates de sortie : 
  - Pays-Bas : 3 février 1983

## Doublage

### Version néerlandaise
- Fred Benavente : Olivier
- Trudy Libosan : Timpousse
- Luc Lutz : Jonas
- Paul Haenen : L'épicier
- Lo van Hensbergen : Bodubec
- Ger Smit : M. Marquis / Dr Zinzin
- Fred Emmer : Annonceur télé

### Version française
- Roger Carel : Olivier
- Philippe Dumat : Jonas / Dr Zinzin
- Maurice Sarfati : L'épicier / Annonceur télé
- Hervé Rey : Timpousse
- Patrick Préjean : Bodubec / M. Marquis
- Georges Atlas : Voix additionnelles